# 中苏T-62坦克争夺战
中苏T-62坦克争夺战，是发生于1960年代，中华人民共和国和苏联两国为了争夺在珍宝岛事件中一辆失去行动能力的苏制T-62坦克而展开的一系列武装斗争、政治对抗和谍战等，是20世纪后半期中苏交恶的重要事件，最终中国方面成功夺得该辆坦克并获得当时先进的坦克技术。